# Бакути
Баку́ти —  село в Україні, у Миргородському районі Полтавської області. Населення становить 86 осіб (2001).

## Географія
Село Бакути розташоване в урочищі Великі Будища.
По селу тече струмок, що пересихає, із заґатою.

## Історія
Від 1923 року село увійшло до складу Гадяцького району Харківської області, а від 22 вересня 1937 року — Полтавської області.
Село постраждало внаслідок геноциду українського народу, проведеного окупаційним урядом СССР 1923-1933 та 1946-1947 роках. Жертвами Голодомору 1932-1933 років стало 30 жителів села. Факт Голодомору підтверджують Дзюба Ф.С., 1923 р. н., Довгаль С.Ф., 1907 р. н. та Товстоп'ят М.С., 1911 р. н.
До 2019 року підпорядковувалося Плішивецькій сільській раді. 19 вересня 2019 року ввійшло до складу Великобудищанській сільській громаді.
Після ліквідації Гадяцького району у липні 2020 року увійшло до Миргородського району.

## Населення
Згідно з переписом УРСР 1989 року чисельність наявного населення села становила 116 осіб, з яких 47 чоловіків та 69 жінок.
За переписом населення України 2001 року в селі мешкало 86 осіб.

### Мова
Розподіл населення за рідною мовою за даними перепису 2001 року:
| Мова       | Відсоток |
| ---------- | -------- |
| українська | 98,84 %  |
| російська  | 1,16 %   |

## Пам'ятки
У селі є пам'ятки:
- Меморіальний комплекс: Могила воїна. Пам'ятний знак полеглим воїнам-односельчанам, споруджений 1952 року[7].